# Nandajie
Nandajie (kinesiska: 南大街) är ett stadsdelsdistrikt i sydvästra Kina. Det ligger i stadsdistriktet Yongchuan i storstadsområdet Chongqing, omkring 70 kilometer väster om det centrala stadsdistriktet Yuzhong. Antalet invånare är 88 948. Befolkningen består av 46 262 kvinnor och 42 686 män. Barn under 15 år utgör 12,0 %, vuxna 15-64 år 79 %, och äldre över 65 år 7,0 %.